# 奧圖斯科省
奧圖斯科省（西班牙語：Provincia de Otuzco），是秘魯的省份，位於該國西北部拉利伯塔德大區，首府是奧圖斯科，面積2,110平方公里，2005年人口89,056，人口密度每平方公里42人。
7°54′16″S 78°33′49″W / 7.904574°S 78.563619°W